# Поганий приклад
«Поганий приклад» (англ. Horrible Example) — науково-фантастичне оповідання Кліффорда Сімака, вперше опубліковане журналом «Analog Science Fiction» у березні 1961 року.

## Сюжет
Тобіас — робот-гуманоїд першого класу «Товариства прогресу та вдосконалення людства» працює під прикриттям в маленькому містечку. Він розігрує роль людини п'яниці, показує «поганий приклад» антисоціальної поведінки, щоб віднадити людей від таких вчинків. Оскільки на кожне містечко завжди один негідник, він замість людей займає цю нішу.
Одного разу йому довелось врятувати двох жителів міста після автомобільної аварії, і це ставить під загрозу подальше виконання місії: вдячні жителі беруть над ним шефство і влаштовують його на роботу.
Після успішного виконання завдання в цьому містечку, його роботодавець обіцяв підвищення — роль колоніста в партії, що колонізовуватиме нову планету.
Схвильований невдачею своєї місії, робот шукає поради в куратора. Той заспокоює Тобіаса, розказуючи, що в нових обставинах жителям міста доведеться показувати свої кращі якості відповідальності і турботи про Тобіаса. А місце «поганого прикладу» в місті займе нова модель «Товариства» робот-шахрай.
Тобіасова мрія про космос все ж здійсниться, оскільки страх відповідальності жителів міста врешті призведе до відправки його з групою колоністів.